# Liga Élite de hockey línea 2021-22
La temporada 2021-22 de la Liga Élite de hockey línea la disputan diez equipos. El torneo lo organiza la Real Federación Española de Patinaje (RFEP).

## Equipos
| Club                         | Ciudad                |
| ---------------------------- | --------------------- |
| Molina Sport ACEGC           | Gran Canaria          |
| Caja Rural CPLV              | Valladolid            |
| Tres Cantos Patín Club       | Madrid                |
| Hockey Club Rubí Cent Patins | Rubí                  |
| Espanya Hockey Club          | Mallorca              |
| CHC Las Rozas                | Las Rozas de Madrid   |
| HC Playas de Oropesa         | Oropesa del Mar       |
| Hockey Club Castellón        | Castellón de la Plana |
| CP Castellbisbal Hornets     | Castellbisbal         |
| Metropolitano Hockey Club    | Bilbao                |